# فرودگاه استورنووی
فرودگاه استورنووی (به انگلیسی: Stornoway Airport) (به زبان بومی: Port-Adhair Steòrnabhagh) یک فرودگاه خصوصی مسافربری با کد یاتا SYY است که یک باند فرود آسفالت دارد و طول باند آن ۱۰۰۰ متر است. این فرودگاه در کشور اسکاتلند قرار دارد و در ارتفاع ۸ متری از سطح دریا واقع شده‌است.

## شرکت‌های هواپیمایی و مقصدهای پروازی
| شرکت‌های هواپیمایی                | مقصدهای پروازی                                                       |
| -------------------------------- | -------------------------------------------------------------------- |
| Eastern Airways                  | آبردین                                                               |
| فلای‌بی اجرا توسط Eastern Airways | گلاسگو (آغاز از ۱ سپتامبر ۲۰۱۷)                                      |
| فلای‌بی اجرا توسط Loganair        | بنبکولا، ادینبرو، گلاسگو، اینورنس، منچستر (all end ۳۱ اوت ۲۰۱۷)      |
| Loganair                         | بنبکولا، ادینبرو، گلاسگو، اینورنس، منچستر (all begin ۱ سپتامبر ۲۰۱۷) |